# Madeleine Thien
Madeleine Thien (鄧敏靈), född 25 maj 1974 i Vancouver är en kanadensisk författare. Thien är dotter till asiatiska invandrare. Ovissheten om vad som hände hennes egen farfar i Malaysia efter andra världskrigets slut fick henne att först resa till Malaysia och sedan skriva en roman influerad av detta. Hon debuterade med novellsamlingen "Simple Recipes".

## Biografi
Madeleine Thien föddes samma år som hennes föräldrar emigrerade till Vancouver i British Columbia. Hennes far är malaysisk kines och hennes mor kom ursprungligen från Hong kong. Efter gymnasiet studerade hon modern dans vid Simon Fraser University och tog en magisterexamen i kreativt skrivande från University of British Columbia.